# Варош (Маколе)
Варош (словен. Varoš) је насељено место у општини Маколе, Подравска регија, Словенија.

## Историја
До територијалне реорганизације у Словенији било је у саставу старе општине Словенска Бистрица.

## Становништво
У попису становништва из 2011. године, Варош је имала 100 становника.
| Број становника према пописима | Број становника према пописима | Број становника према пописима |
| ------------------------------ | ------------------------------ | ------------------------------ |
| 1991                           | 2002                           | 2011                           |
| 104                            | 90                             | 100                            |

Напомена: Године 2017. извршена је мања размена територија између насеља Варош, Дежно при Маколах и Стари Град.